# مدونة

شعار بلوغر أحد أنجح مشاريع شركة غوغل كمنصة لمدونات الإنترنت

المدوَّنة موقع ويب يجمع عدد من التدوينات وهي مفكرة أو ساحة طرح آراء شخصية.
المدونة شات لهفة عرراقية
https://www.iraq3.net/ تطبيقhttps://www.iraq3.net/ من تطبيقات شبكة الإنترنت، تكتب فيها التدوينات لنقل الاخبار أو التعبير عن الأفكار، وهي تعمل من خلال نظام إدارة المحتوى، وهو في أبسط صوره عبارة عن صفحة ويب على شبكة الإنترنت تظهر عليها تدوينات (مدخلات) مؤرخة ومرتبة ترتيبا زمنيا تصاعديا ينشر منها عدد محدد يتحكم فيه مدير أو ناشر المدونة، كما يتضمن النظام آلية لأرشفة المدخلات القديمة، ويكون لكل مداخلة منها مسار دائم لا يتغير منذ لحظة نشرها يمكِّن القارئ من الرجوع إلى تدوينة معينة في وقت لاحق عندما لا تعود متاحة في الصفحة الأولى للمدونة، كما يضمن ثبات الروابط ويحول دون تحللها.
هذه الآلية للنشر على الويب تعزل المستخدم عن التعقيدات التقنية المرتبطة عادة بهذا الوسيط؛ أي الإنترنت، وتتيح لكل شخص أن ينشر كتابته بسهولة بالغة. يتيح موفرو خدمة عديدون آليات أشبه بواجهات بريد إلكتروني على شبكة (الويب) تتيح لأي شخص أن يحتفظ بمدونة ينشر من خلالها ما يريد بمجرد ملئ نماذج وضغط أزرار، وكما يتيحون أيضا خصائص مكملة؛ مثل تقنية التلقيم التي تهدف إلى تسهيل متابعة التحديثات التي تطرأ على المحتوى المنشور دون الحاجة إلى زيارة المواقع بشكل دوري ودون الحاجة للاشتراك في قوائم بريدية، وخدمات أخرى للربط بين المدونات، إضافة إلى الخاصية الأهم وهي التعليقات التي تحقق التفاعل بين المدونين والقراء، وتعتبر الصحف والمجلات الإلكترونية أحد أوجه التدوين المتقدمة.
ومن وجهة نظر علم الاجتماع فإن الإنترنت ينظر إلى التدوين باعتباره وسيلة النشر للعامة والتي أدت إلى زيادة دور الشبكة العالمية باعتبارها وسيلة للتعبير والتواصل أكثر من أي وقت مضى، وبالإضافة إلى كونه وسيلة للنشر والدعاية والترويج للمشروعات والحملات المختلفة. ويعتبر التدوين بالإضافة إلى البريد الإلكتروني أهم خدمتين ظهرتا على شبكة الإنترنت على وجه الإطلاق، يليه الويكي.
والموضوعات التي يتناولها الناشرون في مدوناتهم تتراوح ما بين اليوميات، والخواطر، والتعبير المسترسل عن الأفكار، والإنتاج الأدبي، ونشر الأخبار والموضوعات المتخصصة في مجال التقنية والإنترنت نفسها. وبينما يخصص بعض المدونون مدوناتهم للكتابة في موضوع واحد، يوجد آخرون يتناولون موضوعات شتى في ما يكتبون.
كذلك توجد مدونات تقتصر على شخص واحد، وأخرى جماعية يشارك فيها العديد من الكتاب، ومدونات تعتمد أساسا على الصور photoblog والتعليق عليها.
كما انتشرت مؤخرا مدونات الفيديو Videoblogs (يسمون فلوجرز ) على شبكة الأنترنت، وهي قائمة أساسا على نشر المحتوى التدويني بالصوت والصورة مسجلا على فيديو.

## تاريخ
على نحو ما، كانت الحرب على العراق سبباً من أسباب ذيوع صيت المدونات وانتشارها. فمن ناحية، ظهرت في سنة 2002 مدونات مؤيدة للحرب وفي سنة 2003 ظهرت المدونات كوسيلة العديد من الأشخاص المناوئين للحرب في الغرب للتعبير عن مواقفهم السياسية ومنهم مشاهير السياسة الأمريكية من أمثال هوارد دين، كما غطتها مجلات شهيرة كمجلة فوربس في مقالات لها، كما كان استخدام معهد آدام سميث البريطاني لهذه الوسيلة دوره في تأصيلها. من ناحية أخرى ظهرت مدونات يكتبها عراقيون، بعد الغزو الأمريكي للعراق، بعضهم يعيشون في العراق ويكتبون عن حياتهم في الأيام الأخيرة لنظام الرئيس العراقي صدام حسين وأثناء الوجود الأمريكي في العراق. ولقد اكتسبت بعض هذه المدونات شهرة واسعة وعُدَّ قراؤها بالملايين، وطبع أحدها لكاتب عراقي عرفه العالم بــاسم سلام باكس وكانت غالبية الكتاب باللغة الإنجليزية وترجمة عنوان الكتاب بالعربية هو أين رائد وكان اسم الكاتب سلام الجنابي وظهرت مدونات يكتبها جنود غربيون في العراق مما شكل مفهوما حديثا لدور المراسل الحربي. وفي عام 2004م، أصبحت المدونة ظاهرة عامة بانضمام العديد من مستخدمي شبكة الإنترنت إلى صفوف المدونين وقراءها، كما تناولتها الدوريات الصحفية.
وأصبحت المدونة نوعا من أنواع الإبداع الأدبي المتعارف عليه، وتنظم له دور النشر والصحف - في إصداراتها الرقمية - المسابقات لاختيار أفضلها من حيث الأسلوب، والتصميم، واختيار الموضوعات، مثل المسابقة التي نظمتها صحيفة الغارديان البريطانية.
وبيّنت الإحصائيات أنّ الذين يستخدمون شبكة الإنترنت في العالم العربي مثلا هم في الحقيقة أقلية لا يتجاوز عددهم 7 من المائة من عدد السكان في مصر، و35 من المائة في قطر، و27 من المائة في الإمارات، مقارنة بـ51 من المائة في إسرائيل. بينما 31 من المائة من المدونات العربية تخرج من سوريا.
ولقد ظهرت كلمة (مدونة) في السودان عام 1947م في حقل التعليم، وعرف طلاب (الكتاب) المرحلة الابتدائية، خلال تلك الحقبة، المدونة الطبيعية، وهي بمثابة مفكرة أو كراسة يتم توزيعها مع كتب المنهج المقرر ويسجل فيها الطلاب تفاصيل يومية مع امكانية الرسم، والغرض منها تنمية قدرات التلاميذ في الكتابة وتشجيعهم للتعبير عن تجاربهم الشخصية.

## أنواع المدونات
- مدونات الفيديو (Vlog)
- مدونات الصور (Photoblog)
- مدونات المعلومات التي تتجدد كل يوم (Blognews)
- المدونات الشخصية (Personal blog)
- المدونات الصوتية
- مدونة تعليمية

## التدريب على التدوين
تكمن أهمية المدونات في أنها أبسط وأسهل طرق تصميم المواقع حيث لا حاجة لتعلم لغة ترميز النص الفائق (HTML). فعند الشروع في إنشاء مدونة يتم استخدام منصة ووردبريس والتي هي من أشهر المنصات إستخداما في العالم.